# Мир Валентин, Педро Хулио
Педро Хулио Мир Валентин (3 июня 1913, Сан-Педро-де-Макорис — 11 июля 2000, Санто-Доминго) — доминиканский поэт, преподаватель, юрист.

## Биография
Родился в семье иммигранта с Кубы, приехавшего в Доминиканскую республику работать инженером на сахарном заводе. В четырёхлетнем возрасте пережил смерть матери. В 1925 году, завершив начальное образование, поступил в среднюю школу в родном городе. Спустя год вместе с сестрой переехал в столицу для продолжения учёбы, в 1930 году временно прервал занятия из-за сильного циклона, обрушившегося на страну. Первые его стихи были опубликованы в начале 1930-х годов в нескольких доминиканских газетах, в том числе в крупнейшей на тот момент Listin Diario. В 1941 году закончил Автономный университет Санто-Доминго со степенью доктора права и впоследствии преподавал в нём эстетику, получив звание профессора. В 1944 году открыл собственную юридическую фирму.
К первой половине 1940-х годов тематика его стихотворений становилась всё острее, что привело к преследованиям со стороны правящего режима Трухильо, политику которого он активно критиковал; в 1947 году Мир принял решение бежать на Кубу, где он прожил до 1963 года, посетив в 1952—1953 годах многие страны Латинской Америки и Европы, а в 1958 году — США и Мексику, где некоторое время работал в университете переводчиком с английского и французского языков. В 1949 году на Кубе была опубликована его поэма «Hay un país en el mundo», впоследствии переведённая на множество иностранных языков. В апреле 1963 года, когда в Доминиканской республике пришло к власти демократическое правительство Хуана Боша, вернулся на родину и снова занялся юридической практикой, однако после свержения Боша в том же году был вынужден снова эмигрировать на Кубу. Вернулся на родину вновь только в 1968 году, до этого успев совершить ещё ряд зарубежных поездок. В 1972 году получил место профессора теории и критики искусства в Автономном университете Санто-Доминго. Умер в 2000 году после продолжительной болезни лёгких.
Его самым известным произведением считается поэма «Contracanto a Walt Whitman» (1952, впервые издана в Гватемале), посвящённая американскому поэту Уолту Уитмену. Другие известные произведения: поэма «El huracán Neruda» (1975); эссе на тему истории Доминиканской республики и её взаимоотношений с США «Las raíces dominicanas de la doctrina Monroe» (1975); единственный роман «Cuando amaban las tierras comuneras» (1978, впервые издан в Мехико). За свою жизнь получил множество наград, в том числе звание национального поэта-лауреата от парламента страны в 1984 году и Доминиканскую Национальную литературную премию в 1993 году.

## Книги
- Poemas de una isla y de dos pueblos. Совместно с Jacques Viau Renaud, Jacques Roumain. La Habana, Cuba: Casa de las Américas, 1974.